# Yasushi Endō
Yasushi Endō (jap. 遠藤 康, Endō Yasushi; * 7. April 1988 in Sendai, Präfektur Miyagi) ist ein ehemaliger japanischer Fußballspieler.

## Karriere
Yasushi Endō erlernte das Fußballspielen in der Jugendmannschaft vom Shiogama FC. Seinen ersten Vertrag unterschrieb er 2007 bei den Kashima Antlers in Kashima. Der Verein spielte in der höchsten Liga des Landes, der J1 League. 2007, 2008, 2009 und 2016 feierte er mit den Antlers die japanische Meisterschaft. Den AFC Champions League gewann er mit dem Verein 2019. 2007, 2010 und 2016 ging er als Sieger im Kaiserpokal vom Spielfeld. Den J. League Cup gewann er 2011, 2012 und 2015. Das Spiel um den Japanischen Supercup gewann er mit den Antlers 2009, 2010 und 2017. Nach über 300 Ligaspielen wechselte er im Januar 2022 nach Sendai zum Erstligaabsteiger Vegalta Sendai. Nach 48 Ligaspielen für Sendai beendete er im Januar 2025 seine Karriere als Fußballspieler.

## Erfolge
Kashima Antlers
- AFC-Champions-League-Sieger: 2018

- Japanischer Meister: 2007, 2008, 2009, 2016

- Japanischer Pokalsieger: 2007, 2010, 2016

- Japanischer Ligapokalsieger: 2011, 2012, 2015

- Japanischer Supercup-Sieger: : 2009, 2010, 2017

- Copa Suruga Bank: 2012, 2013